# Way Gelam
Way Gelam is een bestuurslaag in het regentschap Lampung Selatan van de provincie Lampung, Indonesië. Way Gelam telt 2061 inwoners (volkstelling 2010).